# Campionati del mondo under 20 di atletica leggera 2021
I campionati del mondo under 20 di atletica leggera 2021 (18ª edizione) si sono svolti a Nairobi, in Kenya, dal 18 al 22 agosto. Le competizioni hanno avuto luogo presso il Moi International Sports Centre. Per la prima volta la manifestazione è stata ospitata in una città africana.
Questi campionati si sarebbero dovuti tenere sempre a Nairobi dal 7 al 12 luglio 2020, ma furono rinviati a causa della pandemia di Covid-19.
Le gare in programma erano 45 (22 maschili, 22 femminili e una mista), alle quali hanno preso parte 958 atleti provenienti da 114 Paesi (più le squadre degli Atleti neutrali autorizzati e degli Atleti Rifugiati).

## Medagliati

### Uomini
| Specialità | Oro                                                                                    | Prestazione | Argento                                                                 | Prestazione | Bronzo                                                                       | Prestazione |
| Corse piane |                                                                                        |             |                                                                         |             |                                                                              |             |
| 100 m | Letsile Tebogo                                                                         | 10"19       | Benjamin Richardson                                                     | 10"28       | Shainer Rengifo                                                              | 10"32       |
| 200 m | Udodi Onwuzurike                                                                       | 20"21       | Letsile Tebogo                                                          | 20"38       | Sinesipho Dambile                                                            | 20"48       |
| 400 m | Anthony Pesela                                                                         | 44"58       | Luis Avilés                                                             | 44"95       | Antonie Nortje                                                               | 45"32       |
| 800 m | Emmanuel Wanyonyi                                                                      | 1'43"76     | Mohamed Ali Gouaned                                                     | 1'44"45     | Noah Kibet                                                                   | 1'44"88     |
| 1500 m | Vincent Keter                                                                          | 3'37"24     | Wegene Addisu                                                           | 3'37"86     | Melkeneh Azize                                                               | 3'40"22     |
| 3000 m | Tadese Worku                                                                           | 7'42"09     | Ali Abdilmana                                                           | 7'44"55     | Habtom Samuel                                                                | 7'52"69     |
| 5000 m | Benson Kiplangat                                                                       | 13'20"37    | Tadese Worku                                                            | 13'20"65    | Levy Kibet                                                                   | 13'26"01    |
| Marcia 10 000 m | Heristone Wanyonyi                                                                     | 42'10"84    | Amit                                                                    | 42'17"94    | Paul McGrath                                                                 | 42'26"11    |
| Corse a ostacoli |                                                                                        |             |                                                                         |             |                                                                              |             |
| 110 m hs (99,0 cm) | Sasha Zhoya                                                                            | 12"72       | Vashaun Vascianna                                                       | 13"25       | Jakub Szymański                                                              | 13"43       |
| 400 m hs | Berke Akçam                                                                            | 49"38 m     | Denis Novoseltsev                                                       | 49"62       | Devontie Archer                                                              | 49"78       |
| 3000 m siepi | Amos Serem                                                                             | 8'30"72     | Tadese Takele                                                           | 8'33"15     | Simon Koech                                                                  | 8'34"79     |
| Salti |                                                                                        |             |                                                                         |             |                                                                              |             |
| Salto in alto | Yonathan Kapitolnik                                                                    | 2,26 m      | Massimiliano Luiu                                                       | 2,17 m      | Mateusz Kołodziejski                                                         | 2,17 m      |
| Salto con l'asta | Matvei Volkov                                                                          | 5,45 m      | Juho Alasaari                                                           | 5,35 m      | Kyle Rademeyer                                                               | 5,30 m      |
| Salto in lungo | Erwan Konaté                                                                           | 8,12 m      | Jhon Berrío                                                             | 7,97 m      | Kavian Kerr                                                                  | 7,90 m      |
| Salto triplo | Gabriel Wallmark                                                                       | 16,43 m     | Jaydon Hibbert                                                          | 16,05 m     | Simon Gore                                                                   | 15,85 m     |
| Lanci |                                                                                        |             |                                                                         |             |                                                                              |             |
| Getto del peso (6 kg) | Juan Carley Vázquez                                                                    | 19,73 m     | Yauheni Bryhi                                                           | 19,70 m     | Jephté Vogel                                                                 | 19,16 m     |
| Lancio del disco (1,750 kg) | Mykolas Alekna                                                                         | 69,81 m     | Ralford Mullings                                                        | 66,68 m     | Raman Khartanovich                                                           | 62,19 m     |
| Lancio del martello (6 kg) | Jan Doležálek                                                                          | 77,83 m     | Orestis Ntousakis                                                       | 77,78 m     | Jean-Baptiste Bruxelle                                                       | 77,70 m     |
| Lancio del giavellotto | Janne Läspä                                                                            | 76,46 m     | Artur Felfner                                                           | 76,32 m     | Chinecherem Nnamdi                                                           | 74,48 m     |
| Prove multiple |                                                                                        |             |                                                                         |             |                                                                              |             |
| Decathlon (under 20) | František Doubek                                                                       | 8169 p.     | Jente Hauttekeete                                                       | 8053 p.     | José San Pastor                                                              | 7430 p.     |
| Staffette |                                                                                        |             |                                                                         |             |                                                                              |             |
| Staffetta 4×100 m | Sudafrica Mihlali Xhotyeni Sinesipho Dambile Letlhogonolo Moleyane Benjamin Richardson | 38"51       | Giamaica Alexavier Monfries Bryan Levell Andrew Gilipps Sandrey Davison | 38"61       | Polonia Dominik Łuczyński Patryk Krupa Jakub Pietrusa Oliwer Wdowik          | 38"90       |
| Staffetta 4×400 m | Botswana Busang Kebinatshipi Anthony Pesela Oreeditse Masede Phenyo Bongani Majama     | 3'05"22     | Giamaica Malachi Johnson Jeremy Bembridge Tahj Hamm Devontie Archer     | 3'05"76     | Kenya Joshua Wanyonyi Elkanah Kiprotich Chemelil Kennedy Kimeu Peter Kithome | 3'05"94     |
| record mondiale; record mondiale stagionale; miglior prestazione mondiale under 20; miglior prestazione mondiale stagionale under 20; record africano; record asiatico; record europeo; record nord-centroamericano e caraibico; record sudamericano; record oceaniano; record dei campionati; record nazionale; record nazionale under 20; record personale; record personale stagionale. |                                                                                        |             |                                                                         |             |                                                                              |             |

### Donne
| Specialità | Oro                                                                        | Prestazione | Argento                                                                         | Prestazione | Bronzo                                                                    | Prestazione |
| Corse piane |                                                                            |             |                                                                                 |             |                                                                           |             |
| 100 m | Tina Clayton                                                               | 11"09       | Beatrice Masilingi                                                              | 11"39       | Melissa Gutschmidt                                                        | 11"51       |
| 200 m | Christine Mboma                                                            | 21"84       | Beatrice Masilingi                                                              | 22"18       | Favour Ofili                                                              | 22"23       |
| 400 m | Imaobong Nse Uko                                                           | 51"55       | Kornelia Lesiewicz                                                              | 51"97       | Sylvia Chelangat                                                          | 52"23       |
| 800 m | Ayal Dagnachew                                                             | 2'02"96     | Valentina Rosamilia                                                             | 2'04"29     | Elli Eftychia Deligianni                                                  | 2'04"66     |
| 1500 m | Purity Chepkirui                                                           | 4'16"07     | Diribe Welteji                                                                  | 4'16"39     | Winnie Jemutai                                                            | 4'18"99     |
| 3000 m | Teresiah Muthoni Gateri                                                    | 8'57"78     | Zenah Jemutai Yego                                                              | 8'59"59     | Melknat Wudu                                                              | 9'00"12     |
| 5000 m | Mizan Alem                                                                 | 16'05"61    | Melknat Wudu                                                                    | 16'13"16    | Prisca Chesang                                                            | 16'21"78    |
| Marcia 10 000 m | Sofia Ramos Rodríguez                                                      | 46'23"01    | Maële Biré-Heslouis                                                             | 47'43"87    | Eliška Martínková                                                         | 47'46"28    |
| Corse a ostacoli |                                                                            |             |                                                                                 |             |                                                                           |             |
| 100 m hs | Ackera Nugent                                                              | 12"95       | Anna Maria Millend                                                              | 13"45       | Anna Tóth                                                                 | 13"58       |
| 400 m hs | Heidi Salminen                                                             | 56"94       | Ludivine Aubert                                                                 | 57"16       | Savannah Sutherland                                                       | 57"27       |
| 3000 m siepi | Jackline Chepkoech                                                         | 9'27"40     | Zerfe Wondemagegn                                                               | 9'35"22     | Faith Cherotich                                                           | 9'44"76     |
| Salti |                                                                            |             |                                                                                 |             |                                                                           |             |
| Salto in alto | Natalya Spiridonova                                                        | 1,91 m      | Marithé Engondo                                                                 | 1,89 m      | Styliana Ioannidou                                                        | 1,87 m      |
| Salto con l'asta | Miré Reinstorf                                                             | 4,15 m      | Élise Russis                                                                    | 4,15 m      | Heather Abadie                                                            | 4,05 m      |
| Salto in lungo | Maja Åskag                                                                 | 6,60 m      | Shaili Singh                                                                    | 6,59 m      | Mariya Horielova                                                          | 6,50 m      |
| Salto triplo | Maja Åskag                                                                 | 13,75 m     | Tessy Ebosele                                                                   | 13,63 m     | Darja Sopova                                                              | 13,60 m     |
| Lanci |                                                                            |             |                                                                                 |             |                                                                           |             |
| Getto del peso | Miné de Klerk                                                              | 17,40 m     | Pinar Akyol                                                                     | 16,72 m     | Dane Roets                                                                | 15,61 m     |
| Lancio del disco | Violetta Ignatyeva                                                         | 57,84 m     | Miné de Klerk                                                                   | 53,50 m     | Alina Nikitsenka                                                          | 51,47 m     |
| Lancio del martello | Silja Kosonen                                                              | 71,64 m     | Rose Loga                                                                       | 67,11 m     | Maryola Bukel                                                             | 65,20 m     |
| Lancio del giavellotto | Adriana Vilagoš                                                            | 61,46 m     | Elina Tzengko                                                                   | 59,60 m     | Yiselena Ballar Rojas                                                     | 55,48 m     |
| Prove multiple |                                                                            |             |                                                                                 |             |                                                                           |             |
| Eptathlon | Saga Vanninen                                                              | 5997 p.     | Pippi Lotta Enok                                                                | 5746 p.     | Szabina Szűcs                                                             | 5674 p.     |
| Staffette |                                                                            |             |                                                                                 |             |                                                                           |             |
| Staffetta 4×100 m | Giamaica Serena Cole Tina Clayton Kerrica Hill Tia Clayton                 | 42"94       | Namibia Ndawana Haitembu Beatrice Masilingi Nandi Tjanjeua Vass Christine Mboma | 43"76       | Nigeria Praise Ofoku Favour Ofili Anita Taviore Tima Seikeseye Godbless   | 43"90       |
| Staffetta 4×400 m | Nigeria Opeyemi Deborah Oke Imaobong Nse Uko Ella Onojuvwevwo Favour Ofili | 3'31"46     | Giamaica Annalee Robinson Aalliyah Francis Alliah Baker Daena Dyer              | 3'36"57     | Italia Alessandra Iezzi Federica Pansini Angelica Ghergo Alexandra Almici | 3'37"18     |
| record mondiale; record mondiale stagionale; miglior prestazione mondiale under 20; miglior prestazione mondiale stagionale under 20; record africano; record asiatico; record europeo; record nord-centroamericano e caraibico; record sudamericano; record oceaniano; record dei campionati; record nazionale; record nazionale under 20; record personale; record personale stagionale. |                                                                            |             |                                                                                 |             |                                                                           |             |

### Misti
| Specialità | Oro                                                                         | Prestazione | Argento                                                                        | Prestazione | Bronzo                                                       | Prestazione |
| Staffetta 4×400 m | Nigeria Johnson Nnamani Imaobong Nse Uko Opeyemi Deborah Oke Bamidele Ajayi | 3'19"70     | Polonia Michał Wróbel Kornelia Lesiewicz Alicja Kaczmarek Patryk Grzegorzewicz | 3'19"80     | India Barath Sridhar Priya Habbathanahalli Mohan Summy Kapil | 3'20"60     |
| record mondiale; record mondiale stagionale; miglior prestazione mondiale under 20; miglior prestazione mondiale stagionale under 20; record africano; record asiatico; record europeo; record nord-centroamericano e caraibico; record sudamericano; record oceaniano; record dei campionati; record nazionale; record nazionale under 20; record personale; record personale stagionale. |                                                                             |             |                                                                                |             |                                                              |             |

## Medagliere
Nel medagliere non figurano gli Atleti Neutrali Autorizzati, che hanno conquistato due ori e un argento.
| Posiz. | Nazione     | Oro | Argento | Bronzo | Totale |
| ------ | ----------- | --- | ------- | ------ | ------ |
| 1      | Kenya       | 8   | 1       | 7      | 16     |
| 2      | Finlandia   | 4   | 1       | 0      | 5      |
| 3      | Nigeria     | 4   | 0       | 3      | 7      |
| 4      | Etiopia     | 3   | 7       | 2      | 12     |
| 5      | Giamaica    | 3   | 6       | 2      | 11     |
| 6      | Sudafrica   | 3   | 2       | 4      | 9      |
| 7      | Botswana    | 3   | 1       | 0      | 4      |
| 8      | Svezia      | 3   | 0       | 0      | 3      |
| 9      | Francia     | 2   | 4       | 2      | 8      |
| 10     | Rep. Ceca   | 2   | 0       | 1      | 3      |
| 11     | Namibia     | 1   | 3       | 0      | 4      |
| 12     | Bielorussia | 1   | 1       | 3      | 5      |
| 13     | Messico     | 1   | 1       | 0      | 2      |
| 13     | Turchia     | 1   | 1       | 0      | 2      |
| 15     | Cuba        | 1   | 0       | 2      | 3      |
| 16     | Israele     | 1   | 0       | 0      | 1      |
| 16     | Lituania    | 1   | 0       | 0      | 1      |
| 16     | Serbia      | 1   | 0       | 0      | 1      |
| 19     | Polonia     | 0   | 2       | 3      | 5      |
| 20     | Svizzera    | 0   | 2       | 2      | 4      |
| 21     | Grecia      | 0   | 2       | 1      | 3      |
| 21     | India       | 0   | 2       | 1      | 3      |
| 23     | Estonia     | 0   | 2       | 0      | 2      |
| 24     | Spagna      | 0   | 1       | 2      | 3      |
| 25     | Italia      | 0   | 1       | 1      | 2      |
| 25     | Ucraina     | 0   | 1       | 1      | 2      |
| 27     | Algeria     | 0   | 1       | 0      | 1      |
| 27     | Belgio      | 0   | 1       | 0      | 1      |
| 27     | Colombia    | 0   | 1       | 0      | 1      |
| 30     | Canada      | 0   | 0       | 2      | 2      |
| 30     | Ungheria    | 0   | 0       | 2      | 2      |
| 32     | Cipro       | 0   | 0       | 1      | 1      |
| 32     | Eritrea     | 0   | 0       | 1      | 1      |
| 32     | Lettonia    | 0   | 0       | 1      | 1      |
| 32     | Uganda      | 0   | 0       | 1      | 1      |
| Totale | Totale      | 43  | 44      | 45     | 132    |